# Sam Rice
Edgar Charles Rice, detto Sam (Morocco, 20 febbraio 1890 – Rossmoor, 13 ottobre 1974), è stato un giocatore di baseball statunitense che ha giocato nel ruolo di esterno nella Major League Baseball (MLB). È stato introdotto nella National Baseball Hall of Fame nel 1963.

## Carriera
Anche se Rice debuttò nella MLB come lanciatore di rilievo, ebbe una carriera di successo come esterno. Giocò con i Washington Senators dal 1915 al 1933, risultando regolarmente tra i leader dell'American League in punti segnati, valide, basi rubate e media battuta. Con i Senators raggiunse per tre volte i playoff, vincendo le World Series 1924 contro i New York Giants per quattro gare a tre. Per sette volte batté cinque valide in una partita e per 52 volte ne ebbe quattro. Detiene ancora i record dei Senators per valide, punti, doppi e tripli. L'ultima stagione in carriera, nel 1934, la disputò per i Cleveland Indians.
Rice è noto in particolar modo per una controversa presa nelle World Series 1925 contro i Pittsburgh Pirates che lo fece finire oltre la recinzione dentro le tribune. Mentre era ancora in vita, Rice mantenne un senso di mistero attorno alla presa, che era stata classificata come un'eliminazione. In una lettera che fu aperta dopo la sua morte nel 1974 affermò di avere mantenuto il possesso della palla per tutto il tempo.

## Palmarès

### Club
- World Series: 1

Washington Senators: 1924

### Individuale
- Leader dell'American League in basi rubate: 1

1920